# 포로 TV

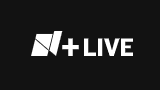

N+ 포로(N+ Foro)은 멕시코의 텔레비전 뉴스 채널이다.

## 같이 보기
- 노티시에로스 텔레비사